# Эскадренные миноносцы типа 1936
Эскадренные миноносцы типа 1936 — тип эскадренных миноносцев (нем. zerstorer), состоявший на вооружении Кригсмарине перед и в годы Второй мировой войны.
Всего было построено 6 кораблей данного типа. Эсминцы этой серии являлись последними в германском флоте с именными названиями наряду с номерами. Как и их предшественники, эскадренные миноносцы типа 1936 назвались в честь выдающихся германских моряков Первой мировой войны. Все корабли построены верфью «Дешимаг» в Бремене. От предшественников отличались тем, что получили форштевни улучшенного «атлантического» типа, что положительно отразилось на мореходных качествах, а также улучшенными турбозубчатыми агрегатами производства фирмы-строителя «Дешимаг», отличавшимися высокой надёжностью. На испытаниях «Дитер фон Рёдер» развил 40,45 узлов. Состав вооружения повторял тип 1934, изменилось только расположение зенитных автоматов.

## Конструкция

### Архитектурный облик
Корабли типа 1936 отличались от предшественников обводами корпуса и силуэтом. Увеличение ширины, удлинение носовой части и увеличение развала носовых шпангоутов существенно улучшили мореходность.
Корпуса эсминцев — без седловатости, с большим удлинением: отношение длины к ширине составляло более 10. Примерно 40 % длины корпуса занимал полубак. Толщина бортовой обшивки составляла 6—11 мм, а палубной 13 мм, что позволяло ей противостоять пулеметному обстрелу с воздуха. На эсминцах применялась поперечная система набора корпуса. Двойное дно простиралось на 47 % длины корабля. Корпус был прочным, поэтому в течение службы работы по подкреплению не проводились.
Увеличение водоизмещения и ширины кораблей типа 36 увеличили остойчивость.

### Энергетическая установка

#### Главная энергетическая установка
Главная энергетическая установка включала в себя шесть трехколлекторных
котлов, и шесть паровых турбин. Три секции (турбина + одноступенчатый редуктор) высокого, среднего и низкого давления с помощью паразитных шестерён работали на один общий редуктор. Такая компоновка вызвала необходимость паразитных шестерён для ТВД и ТСД. Такая конструкция оказалась перетяжелённой и ненадежной.
Рабочее давление пара — 70 атм., температура — 460 °C.

#### Электропитание
Электричество вырабатывали два турбогенератора марки AEG мощностью по 200 кВт. Были так же два дизель-генератора по 80 кВт и один — 40 кВт. Напряжение сети 220 V.

#### Дальность плавания и скорость хода
Проектная мощность составляла 70 000 л. с. при частоте вращения 475 об/мин, что должно было обеспечить скорость хода в 38 узлов. Эсминцы типа 36 проявили себя прекрасными ходоками, показывая 37 — 38 узлов в реальных условиях.
Гребные винты имели диаметр 3,35 м .

### Экипаж
На одного матроса приходилось 1,25 м² площади жилых помещений.

## Список эсминцев типа
| Название                | Дата закладки    | Дата спуска на воду | Дата вступления в состав флота | Дата вывода из состава флота/гибели | Судьба                                                                                          |
| ----------------------- | ---------------- | ------------------- | ------------------------------ | ----------------------------------- | ----------------------------------------------------------------------------------------------- |
| Z-17 Дитер фон Рёдер    | 9 сентября 1936  | 19 августа 1937     | 29 августа 1938                | 13 апреля 1940                      | Потоплен в ходе Второй битвы при Нарвике в бою с британским линкором «Warspite» и эсминцами     |
| Z-18 Ганс Людеман       | 9 сентября 1936  | 1 декабря 1937      | 8 августа 1938                 | 13 апреля 1940                      | Потоплен в ходе Второй битвы при Нарвике в бою с британским линкором «Warspite» и эсминцами     |
| Z-19 Герман Кюнне       | 5 октября 1936   | 22 декабря 1937     | 12 января 1939                 | 13 апреля 1940                      | Потоплен в ходе Второй битвы при Нарвике в бою с британским линкором «Warspite» и эсминцами     |
| Z-20 Карл Гальстер      | 14 сентября 1937 | 15 июня 1938        | 21 марта 1939                  | 1945                                | Передан ВМФ СССР в 1945 году по репарациям, переименован в «Прочный», сдан на слом в 1956 году. |
| Z-21 Вильгельм Хайдкамп | 15 декабря 1937  | 20 августа 1938     | 20 июня 1939                   | 11 апреля 1940                      | Потоплен в ходе Битвы при Нарвике в бою с британскими эсминцами                                 |
| Z-22 Антон Шмитт        | 3 января 1938    | 20 сентября 1938    | 24 сентября 1939               | 10 апреля 1940                      | Потоплен в ходе Битвы при Нарвике в бою с британскими эсминцами                                 |

## Оценка проекта
| Сравнительные ТТХ конца 30-х                                                   |                             |                               |                     |                           |                     |                                         |                          |
| Тип                                                                            | типа «Ле Арди»              | «Джервис»                     | типа «Симс»         | типа «Сольдати»           | типа «Кагэро»       | проект 7                                | тип 1936                 |
| Построено единиц                                                               | 12                          | 24                            | 12                  | 19                        | 19                  | 28                                      | 6                        |
| Размерения Д×Ш×О, м                                                            | 101,7×9,9×3,35              | 108,6×10,8×4,17               | 106,2×11,0×3,91     | 106,7×10,2×3,58           | 118,5×10,8×3,76     | 112,8×10,2×3,1                          | 123×11,8×4,3             |
| Водоизмещение                                                                  | 1772/2215                   | 1779/2406                     | 1790/2428           | 1715/2290                 | 2032/2530           | 1612/2215                               | 2411/3415                |
| Артиллерия ГК                                                                  | 130-мм/48 — 3×2             | 120-мм/45 — 3×2               | 127-мм/38 — 5×1     | 120-мм/50 — 2×2           | 127-мм/50 — 3×2     | 130-мм/50 — 4×1                         | 127-мм/45 — 5×1          |
| Зенитная артиллерия                                                            | 37-мм/50 — 2×1, 13-мм — 2×2 | 40-мм/40 — 1×4, 12,7-мм — 2×4 | 12,7-мм — 4×1       | 13,2-мм — 12 (4×2), (4×1) | 25-мм — 2×2         | 76-мм — 2×1, 45-мм — 2×1, 12,7-мм — 2×1 | 37-мм — 2×2, 20-мм — 6×1 |
| Торпедное вооружение                                                           | 1 × 3, 2 × 2— 550-мм        | 2 × 5 — 533-мм                | 3 × 4 — 533-мм      | 2 × 3 — 533-мм            | 2 × 4 — 610-мм      | 2 × 3 — 533-мм                          | 2 × 4 — 533-мм           |
| Противолодочное вооружение                                                     | 4 БМБ, ?? ГБ                | ГЛ «Асдик», 30 ГБ             | ГЛ «QC», 14 ГБ      | 2 БМБ, 20? ГБ             | 18 ГБ               | 25 ГБ                                   | ШП «KDB», 18 ГБ          |
| Энергетическая установка мощность л. с. давление, температура пара кгс/см², °C | ПТ, 58 000, 35, 385         | ПТ, 40 000, 21, 327           | ПТ, 50 000, 37, 379 | ПТ, 48 000, 27, 350       | ПТ, 52 000, 30, 350 | ПТ, 50 500, 27, 350                     | ПТ, 70 000, 70, 460      |
| Максимальная скорость, узлов                                                   | 37                          | 36                            | 35                  | 38                        | 36                  | 38                                      | 38                       |
| Дальность плавания, морские мили                                               | 6000 на 15 узлах            | 5500 на 15 узлах              | 6500 на 12 узлах    | 2200 на 20 узлах          | 5000 на 18 узлах    | 2640 на 19,8 узлах                      | 2020 на 19 узлах         |

## Комментарии
1. ↑  В конвее данные отличаются
2. ↑  По сравнению с источником в таблице водоизмещение британских, американских и японских кораблей переведено метрические тонны.
3. ↑  В конвее даны радиусы действия 3100 мили на 10 узлах, и 1900 на 25.